# 静岡県道160号千本城内線
静岡県道160号千本城内線（しずおかけんどう160ごう せんぼんじょうないせん）は、静岡県沼津市を通る一般県道である。千本浜、千本松原が近い。

## 概要

### 路線データ
- 陸上距離：0.9km
- 起点：沼津市本字千本（千本公園入口）
- 終点：沼津市本字魚町（静岡県道139号原木沼津線・静岡県道159号沼津港線交点）

## 接続路線
- 静岡県道163号東柏原沼津線

## 沿線
- 千本浜公園